# Alessandro Florenzi
Alessandro Florenzi (Roma, 11 de març de 1991) és un futbolista italià que juga com a migcampista o defensa a l'AC Milan i la selecció italiana.

## Palmarès
Paris Saint-Germain
- 1 Copa francesa: 2020-21[2]
- 1 Supercopa francesa: 2020[3]

AC Milan
- 1 Serie A: 2021-22[4]
- 1 Supercopa italiana: 2024[5]

Selecció italiana
- 1 Eurocopa: 2020[6]